# Biopsie prostatique
 (septembre 2021).
Si vous disposez d'ouvrages ou d'articles de référence ou si vous connaissez des sites web de qualité traitant du thème abordé ici, merci de compléter l'article en donnant les références utiles à sa vérifiabilité et en les liant à la section « Notes et références ».
La biopsie prostatique est une biopsie de la prostate par une aiguille fine. Elle permet de réaliser le diagnostic de cancer de la prostate (adénocarcinome prostatique) et d'établir le score de Gleason, de grande valeur pronostique.